# Список заслуженных профессоров Национального юридического университета имени Ярослава Мудрого
Почётное звание «Заслуженный профессор Национального юридического университета имени Ярослава Мудрого» (укр. «Заслужений професор Національного юридичного университету імені Ярослава Мудрого»; также используется вариант «Заслуженный профессор — старейшина Национального юридического университета») было учреждено в 2000 году (на тот момент вуз назывался «Национальная юридическая академия Украины имени Ярослава Мудрого»).
Это звание присваивается учёным советом университета при условиях наличия профессорского звания у претендента и 25-летней безупречной работе в этом вузе, при этом 20 из 25 лет, претендент должен работать на профессорской должности.
С момента учреждения этого почётного звания, вуз несколько раз менял своё названия, в связи с этим с 2000 по 2010 год присваивалось почётное звание «заслуженный профессор Национальной юридической академии Украины имени Ярослава Мудрого», с 2010 по 2013 год — «Заслуженный профессор Национального университета „Юридической академии Украины имени Ярослава Мудрого“», с 2013 года — «Заслуженный профессор Национального юридического университета имени Ярослава Мудрого».
До 2009 года обладателями этого звания стали 12 человек. По состоянию на 2002 год в вузе работало пять обладателей этого почётного звания, по состоянию на 2014 год — восемь, а по состоянию на 2017 год — десять.

## Список
| Фамилия, имя, отчество (годы жизни)         | Портрет | Год присвоения звания | Учёная степень, учёное звание, академическое звание, основные должности в Национальном юридическом университете имени Ярослава Мудрого | С.                   |
| ------------------------------------------- | ------- | --------------------- | --- | -------------------- |
| Бажанов Марк Игоревич (1922—2001)           |         | 2000                  | доктор юридических наук (1967), профессор (1969), академик АПрН Украины (1993), профессор кафедры уголовного права (1969—2001) | [ 7 ] [ 8 ]          |
| Битяк Юрий Прокофьевич (1949—2023)          |         | 2014                  | доктор юридических наук (2006), профессор (1994), академик АПрН Украины (2008), заведующий (1990—2015) и профессор (с 2021) кафедры административного права, проректор по учебной работе (2007—2010), первый проректор (2010—2021). | [ 9 ]                |
| Гончаренко Владимир Дмитриевич (1946—2023)  |         | 2013                  | доктор юридических наук (1991), профессор (1993), академик НАПрН Украины (2012), заведующий кафедрой истории государства и права Украины и зарубежных стран (с 1992) | [ 10 ]               |
| Грошевой Юрий Михайлович (1931—2013)        |         | 2000                  | доктор юридических наук (1976), профессор (1978), академик АПрН Украины (1993), декан вечернего факультета (1970—1973 и 1975—1979), заведующий кафедрами уголовного процесса (1979—1982 и 1992—2008) и организации судебных и правоохранительных органов (1987—1992), профессор кафедры уголовного процесса (2008—2013)                                                                 | [ 11 ]               |
| Даньшин Иван Николаевич (1923—2011)         |         | 2000                  | доктор юридических наук (1975), профессор (1978), член-корреспондент АПрН Украины (1993), проректор по научной работе (1968—1973), заведующий (1972—1988 и 1994—1996) и профессор (1996—2011) кафедры криминологии и исправительно-трудового права | [ 12 ] [ 13 ]        |
| Демиденко Григорий Григорьевич (род. 1940)  |         | 2009                  | доктор исторических наук (1988), профессор (1990), заведующий кафедрой политической истории и истории Украины (1990—1995), профессор кафедры теории государства и права (1995—2017) | [ 14 ]               |
| Жигалкин Павел Иванович (1938—2014)         |         | 2011                  | кандидат юридических наук (1974), профессор (1991), член-корреспондент АПрН Украины (1993), декан прокурорско-следственного факультета (1980—1982), заведующий (1986—2002) и профессор (2002—2012) кафедры трудового права | [ 15 ] [ 16 ] [ 17 ] |
| Комаров Вячеслав Васильевич (род. 1950)     |         | 2011                  | кандидат юридических наук (1980), профессор (1990), заведующий кафедрой гражданского процесса (1982—2015), проректор по учебно-методической работе (1988—2021) | [ 18 ] [ 17 ]        |
| Коновалова Виолетта Емельяновна (род. 1927) |         | 2000                  | доктор юридических наук (1966), профессор (1969), академик АПрН Украины (1993), профессор (1969—1981 и 1996—2017) и заведующая (1981—1996) кафедрой криминалистики | [ 19 ]               |
| Ломако Владимир Андреевич (1937—2021)       |         | 2013                  | кандидат юридических наук (1969), профессор (1993), проректор по учебной работе (1974—1980/1), профессор кафедр уголовного права (1992—1999) и уголовного права № 2 (1999—2021) | [ 20 ]               |
| Матусовский Григорий Абрамович (1923—2003)  |         | 2003                  | доктор юридических наук (1980), профессор (1983), член-корреспондент АПрН Украины (1993), профессор кафедры криминалистики (1983—2003) | [ 21 ] [ 22 ]        |
| Панов Николай Иванович (1940—2023)          |         | 2009                  | доктор юридических наук (1987), профессор (1989), академик АПрН Украины (2000), проректор по научной работе (1987—2007) и заведующий кафедрой уголовного права № 2 (с 1999) | [ 23 ]               |
| Попов Василий Константинович (1929—2010)    |         | 2005                  | доктор юридических наук (1983), профессор (1985), член-корреспондент АПрН Украины (1996), заведующий (1979—2005) и профессор (2005—2010) кафедры экологического права | [ 24 ] [ 25 ]        |
| Рогожин Анатолий Иосифович (1923—2000)      |         | 2000                  | доктор юридических наук (1967), профессор (1968), академик АПрН Украины (1993), заместитель директора по учебной и научной работе (1953—1964), исполняющий обязаности ректора (1963—1964), заведующий кафедрами теории государства и права (1966—1969) и истории государства и права (1969—1992), профессор кафедры истории государства и права (1992—2000)                             | [ 26 ]               |
| Сафронова Инесса Павловна (1924—2004)       |         | 2002                  | доктор юридических наук (1972), профессор (1981), профессор кафедры истории государства и права (1982—2004) | [ 27 ]               |
| Свечкарёв Александр Иванович (1924—2001)    |         | 2000                  | Кандидат юридических наук (1954), профессор (1973), член-корреспондент АПрН Украины, заведующий кафедрами международного права и государственного права зарубежных стран (1966—1977) и государственного права СССР и государственного права зарубежных социалистических стран (1977—1994), профессор кафедры международного права и государственного права зарубежных стран (1994—2001) | [ 28 ]               |
| Сташис Владимир Владимирович (1925—2011)    |         | 2000                  | кандидат юридических наук (1956), профессор (1973), академик АПрН Украины (1993), заведующий кафедрой уголовного права и уголовного процесса (1956—1964), заведующий кафедрой уголовного права (1964—1991), проректор по научной и учебной работе (1964—1968), первый проректор (1968—2010), советник ректора (2010—2011)                                                               | [ 29 ]               |
| Страхов Николай Николаевич (1925—2007)      |         | 2000                  | доктор юридических наук (1973), профессор (1975), член-корреспондент АПрН Украины (1993), профессор кафедры истории государства и права (с 1975) | [ 30 ]               |
| Таций Василий Яковлевич (1940—2022)         |         | 2005                  | доктор юридических наук (1984), профессор (1985), академик НАПрН Украины (1993) и академик НАН Украины (1997), проректор по научной работе (1973—1987), заведующий кафедрой уголовного права № 1 (1991—2015), ректор (1987—2020), советник ректора (с 2020) | [ 31 ] [ 32 ]        |
| Тертышников Владимир Иванович (1941—2022)   |         | 2012                  | кандидат юридических наук (1972), профессор (1992), член-корреспондент АПрН Украины (2002), заведующий кафедрой теории государства и права (1974—1978), декан факультета № 2 (1983—2007), профессор кафедры гражданского процесса (1991—2015) | [ 33 ]               |
| Цвик Марк Вениаминович (1924—2011)          |         | 2009                  | доктор юридических наук (1987), профессор (1987), академик АПрН Украины (1993), исполняющий обязанности заведующего (1973—1974) и профессор кафедры теории государства и права (1987—2011) | [ 34 ]               |
| Шевченко Людмила Степановна (род. 1955)     |         | 2014                  | доктор экономических наук (1992), профессор (1993), профессор (1992—2006) и заведующая (с 2006) кафедрой экономической теории. | [ 35 ]               |
| Шепитько Валерий Юрьевич (род. 1960)        |         | 2017                  | доктор юридических наук (1996), профессор (1997), академик АПрН Украины (2009), заведующий кафедрой криминалистики (с 1996) | [ 36 ]               |